# Tobwaan Kiribati Party
El Partido Abrazando a Kiribati (Tobwaan Kiribati Party, TKP) es un partido político de Kiribati.

## Historia
El partido fue fundado en enero de 2016 como una fusión del partido Maurin Kiribati Party y el United Coalition Party. Los 2 partidos habían ganado 19 de los 45 asientos elegidos en la Cámara de la Asamblea en las Elecciones parlamentarias de Kiribati de 2015-2016, con el miembro del partido Teatao Teannaki elegido en la asamblea como Presidente de la Cámara de la Asamblea. Nominó a Taneti Mamau como candidato para las Elecciones presidenciales de Kiribati de 2016, en las que Mamau ganó con alrededor del 60% de los votos.
En noviembre de 2019, después del cambio de las relaciones diplomáticas de Taiwán a China, su presidente Banuera Berina fundó un partido opositorio, el Kiribati Moa Party, con 13 miembros del parlamento. Tekeeua Tarati se convirtió en el presidente del partido en mayo de 2020, pero fue sucedido por Betero Atanibora tres meses después.